# Downsizing
Downsizing is een Amerikaanse tragikomische sciencefictionfilm uit 2017 die geregisseerd werd door Alexander Payne. De hoofdrollen worden vertolkt door Matt Damon, Christoph Waltz, Hong Chau en Kristen Wiig.

## Verhaal
Als een oplossing voor de overbevolking en de klimaatveranderingen bedenken Noorse wetenschappers een manier om organisch materiaal, waaronder mensen (mits ontdaan van haar en tandimplantaten), in lengte met een factor 14 te verkleinen (in gewicht en volume een factor 2700). Zo hebben ze meer ruimte, verbruiken ze minder grondstoffen en produceren ze minder afval. Bovendien zijn de kosten van levensonderhoud lager en wordt bijvoorbeeld een (relatief) grote woning veel betaalbaarder. Er worden speciale woonoorden gesticht, overdekt met een net tegen vogels en insecten. Het is wel zo dat de verkleining definitief is; de wetenschap is niet in staat deze terug te draaien.
Uit financiële overwegingen besluit een echtpaar, Paul en Audrey Safranek, uit de lagere middenklasse, om zich ook te laten verkleinen. Zo hoeven ze nooit meer te werken, en kunnen ze wonen in Leisureville, een luxueus oord voor kleine mensen, waar ze een luxueuze woning zullen betrekken die ze op normale grootte nooit hadden kunnen betalen. Nadat Paul verkleind is, verneemt hij tot zijn verbijstering dat Audrey op het laatste moment van verkleining heeft afgezien. 
Paul blijft in Leisureville wonen, maar verhuist na zijn scheiding van Audrey noodgedwongen naar een klein appartement en gaat werken in een callcenter. Na een wild feest bij zijn Servische bovenbuurman Dusan, leert hij Dusans eigenzinnige Vietnamese huishoudster Ngoc Lan kennen. Via haar ontdekt Paul dat ook Leisureville aan de randen zijn achterstandswijken heeft. Omdat Paul makkelijk over zich heen laat lopen, weet Ngoc Lan hem al gauw voor haar karretje te spannen en haar bij allerlei klusjes te helpen. Bovenbuurman Dusan heeft medelijden met Paul, en probeert Paul van Ngoc te verlossen, door hem mee te nemen op reis naar Noorwegen. Ngoc krijgt het echter voor elkaar om met het reisgezelschap mee te gaan. 
In Noorwegen ontmoet het reisgezelschap de allereerste kolonie van verkleinde mensen. De kolonie staat op het punt om zich de komende 8.000 jaar in een ondergronds bunker te verstoppen, met het oog op dreigende milieurampen. Paul wordt aanvankelijk geraakt door het idealisme van de kolonie, maar besluit op het laatst toch bij Ngoc Lan te blijven, op wie hij tijdens de reis gesteld is geraakt.

## Rolverdeling
| Acteur              | Personage                         |
| ------------------- | --------------------------------- |
| Matt Damon          | Paul Safranek                     |
| Christoph Waltz     | Dusan Mirkovic                    |
| Hong Chau           | Ngoc Lan Tran                     |
| Kristen Wiig        | Audrey Safranek                   |
| Udo Kier            | Joris Konrad                      |
| Laura Dern          | Laura Lonowski                    |
| Jason Sudeikis      | Dave Johnson                      |
| Neil Patrick Harris | Jeff Lonowski                     |
| Margo Martindale    | vrouw aan boord van de shuttlebus |
| Kerri Kenney        | alleenstaande moeder Kristen      |
| Maribeth Monroe     | Carol Johnson                     |
| Rolf Lassgård       | Dr. Jorgen Asbjørnsen             |
| Ingjerd Egeberg     | Anne-Helene Asbjørnsen            |
| Søren Pilmark       | Dr. Andreas Jacobsen              |
| Joaquim de Almeida  | Conferentievoorzitter Dr. Pereira |
| James Van Der Beek  | anesthesioloog                    |

## Productie
Twee jaar na Sideways (2004) begonnen Alexander Payne en Jim Taylor aan de eerste versie van het scenario. In de daaropvolgende jaren probeerde Payne het ambitieuze project meermaals te verfilmen en werd het script verscheidene keren aangepast. In de periode 2008–2009 leek de financiering rond, maar desondanks ging het project niet door. Nadien besloot Payne zich op de films The Descendants (2011) en Nebraska (2013) te focussen.
In oktober 2015 raakte bekend dat het project gefinancierd en gedistribueerd zou worden door Paramount Pictures. Payne had eerder al met de studio samengewerkt aan Election (1999) en Nebraska (2013). Het Noors Filminstituut investeerde 520.000 dollar in de film.

### Casting
Payne probeerde Downsizing in 2009 voor het eerst te verfilmen. Aan het project was in die periode een cast verbonden bestaande uit onder meer Paul Giamatti, Reese Witherspoon, Sacha Baron Cohen en Meryl Streep. Ook de Chinese actrice Gong Li werd destijds aan het project gelinkt.
In november 2014 werd Matt Damon gecast als hoofdrolspeler. Begin 2015 was actrice Reese Witherspoon nog steeds bij het project betrokken. In maart 2016 werden Christoph Waltz en Hong Chau aan de cast toegevoegd. In dezelfde maand werd Witherspoon, die door haar drukke agenda moest afhaken, vervangen door Kristen Wiig. In september 2017 verklaarde Matthias Schoenaerts dat hem de rol was aangeboden die uiteindelijk naar Waltz ging, maar dat hij niet op de aanbieding kon ingaan omdat hij al aan de productie van Le Fidèle (2017) verbonden was.

### Opnames
De opnames gingen in april 2016 van start, duurden drie maanden en vonden plaats in Los Angeles, Omaha, Noorwegen en Toronto.

### Release
Op 30 augustus 2017 ging de film in première als openingsfilm van het filmfestival van Venetië.